# Hoplomyzon
Hoplomyzon — рід риб з підродини Hoplomyzontinae родини Широкоголові соми ряду сомоподібних. Має 3 види.

## Опис
Загальна довжина представників цього роду коливається від 1,7 до 3,2 см. Голова доволі широка. На переднещелепній кістці з обох боків є кісткові пластинки, що вкриті м'ясистими сосочками. З боків рота є короткі вусики. Тулуб у передній частині масивний, далі звужується. Спинний плавець високий, з короткою основою. Жировий плавець маленький. Грудні плавці з невеличким гострим шипом. Останні доволі довгі та широкі. Мають 2-3 спарених пластини перед анальним плавцем. Останній плавець помірно короткий. Хвостовий плавець невеличкий.
Забарвлення коричневе з різними відтінками, з 3-4 широкими контрастними смугами. Плавці значно світліше за основний фон.

## Спосіб життя
Біологія погано вивчена. Воліють до прісних, тропічних вод. Тримається мулистих ґрунтів. Активні переважно у присмерку або вночі. Живиться зоопланктоном.

## Розповсюдження
Мешкають у басейні річки Напо та озері Маракайбо.

## Види
- Hoplomyzon atrizona
- Hoplomyzon papillatus
- Hoplomyzon sexpapilostoma